# Квалификације за Светско првенство у фудбалу 2026.
У квалификацијама за Светско првенство у фудбалу 2026. учествује 206 репрезентација из шест континенталних ФИФА конфедерација. Канада, Мексико и САД се као домаћини директно квалификовали, док ће се преосталих 45 репрезентација (48 репрезентација ће учествовати на завршном турниру) квалификовати кроз квалификације.

## Квалификоване репрезентације
| Репрезентација   | Квалификована као                     | Датум квалификације | Преглед учешћа на турнирима1, 2 |
| ---------------- | ------------------------------------- | ------------------- | --- |
| Канада           | Домаћин                               | 14. фебруар 2023.3  | 2 (1986, 2022) |
| Мексико          | Домаћин                               | 14. фебруар 2023.3  | 17 (1930, 1950, 1954, 1958, 1962, 1966, 1970, 1978, 1986, 1994, 1998, 2002, 2006, 2010, 2014, 2018, 2022)                               |
| Сједињене Државе | Домаћин                               | 14. фебруар 2023.3  | 11 (1930, 1934, 1950, 1990, 1994, 1998, 2002, 2006, 2010, 2014, 2022)                                                                   |
| Јапан            | Победник АФК треће коло групе Ц       | 20. март 2025.      | 7 (1998, 2002, 2006, 2010, 2014, 2018, 2022)                                                                                            |
| Нови Зеланд      | Победник ОФК треће коло               | 24. март 2025.      | 2 (1982, 2010) |
| Иран             | Победник АФК треће коло групе А       | 25. март 2025.      | 6 (1978, 1998, 2006, 2014, 2018, 2022)                                                                                                  |
| Аргентина        | Победник у КОНМЕБОЛ групи             | 25. март 2025.      | 18 (1930, 1934, 1958, 1962, 1966, 1974, 1978, 1982, 1986, 1990, 1994, 1998, 2002, 2006, 2010, 2014, 2018, 2022)                         |
| Јужна Кореја     | Победник АФК треће коло групе Б       | 5. јун 2025.        | 11 (1954, 1986, 1990, 1994, 1998, 2002, 2006, 2010, 2014, 2018, 2022)                                                                   |
| Узбекистан       | Другопласирани АФК треће коло групе А | 5. јун 2025.        | 0 (дебитант) |
| Јордан           | Победник АФК треће коло групе Б       | 5. јун 2025.        | 0 (дебитант) |
| Аустралија       | Победник АФК треће коло групе Ц       | 10. јун 2025.       | 6 (1974, 2006, 2010, 2014, 2018, 2022)                                                                                                  |
| Бразил           | Другопласирани у КОНМЕБОЛ групи       | 10. јун 2025.       | 22 (1930, 1934, 1938, 1950, 1954, 1958, 1962, 1966, 1970, 1974, 1978, 1982, 1986, 1990, 1994, 1998, 2002, 2006, 2010, 2014, 2018, 2022) |
| Еквадор          | Трећепласирани у КОНМЕБОЛ групи       | 10. јун 2025.       | 4 (2002, 2006, 2014, 2022) |

 Напомене:
1 Подебљана година означава првака у тој години
2 Коса година означава домаћина у тој години
3 Иако су изабрани 13. јуна 2018. као домаћини, ФИФА је тек 14. фебруара 2023. потврдила да ће се домаћини директно квалификовати за првенство.

## Квалификациони процес
На Светском првенству у фудбалу 2026. године учествоваће 48 репрезентација. На конгресу који је одржан 9. маја 2017. године, представљен је нови формат за број места учесника из свих конфедерација за првенство 2026. године.
Одлучено је да се места, кроз квалификације, доделе конфедерацијама на следећи начин:
- Европа (УЕФА): 16 места
- Африка (КАФ): 9−10 места
- Азија (АФК): 8−9 места
- Јужна Америка (КОНМЕБОЛ) 6−7 места
- Северна, Средња Америка и Кариби (КОНКАКАФ) 3−4−5 места
- Домаћин: 3 места
- Океанија: 1−2 места

## Квалификације
| Конфедерација | Репрезентација стартовало | Репрезентације које су обезбедиле место | Елиминисане репрезентације | Укупан број места | Почетак квалификација | Крај квалификација |
| ------------- | ------------------------- | --------------------------------------- | -------------------------- | ----------------- | --------------------- | ------------------ |
| АФК           | 46                        | 0                                       | 0                          | 8 или 9           | 12. октобар 2023.     | октобар 2025.      |
| КАФ           | 54                        | 0                                       | 0                          | 9 или 10          |                       | новембар 2025.     |
| КОНКАКАФ      | 32+3                      | 0+3                                     | 0                          | 3, 4 или 5        |                       | новембар 2025.     |
| КОНМЕБОЛ      | 10                        | 0                                       | 0                          | 6 или 7           | 2023.                 | новембар 2025.     |
| ОФК           | 11                        | 0                                       | 0                          | 1 или 2           |                       | новембар 2025.     |
| УЕФА          | 55                        | 0                                       | 0                          | 16                | март 2025.            | март 2026.         |
| Укупно        | 208+3                     | 0+3                                     | 0                          | 45+3              | 2023.                 | март 2026.         |

### Азија
У квалификацијама у Азији (АФК) учествује 47 репрезентација за које је обезбеђено 8-9 места на завршном турниру. Квалификације су састављене у 5 круга. Структура квалификација је следећа:
- Први круг: Укупно 22 репрезентације (рангирани од 26-47) су играли двоструки куп систем. Једанаест победника се квалификују у други круг.
- Други круг: Укупно 36 репрезентација (рангирани од 1-25 и једанаест победника) и 11 победничких репрезентација из првог круга су распоређени у девет група по 4 репрезентација које играју двоструки лига систем. Победници и другопласирани из сваке групе квалификују се у трећи круг
- Трећи круг: Укупно 18 репрезентација победница другог круга се распоређују у три групе по 6 репрезентација које ће играти двоструки лига систем. Прва два тима из сваке групе ће се пласирати на Светско првенство у фудбалу 2026. а трећепласиране и четвртпласиране репрезентације ће се квалификовати у четврти круг.
- Четврти круг: Трећепласиране и четвртопласиране репрезентације из трећег круга су распоређене у две групе по 3 репрезентације где играју јединствени куп систем. Победници се квалификују на Светско првенство.
- Пети круг: Другопласиране репрезентације из четвртог круга учествују у додатном баражу. Победник се квалификује на међуконтинентални бараж.

Шри Ланка је суспендована у јануару 2023. и није се појавила у подацима о жребу које је АФК објавио почетком јула. Ипак, накнадно су враћени под условом да њихова федерација организује изборе најмање десет дана пре почетка квалификација.

### Африка
Извршни комитет Африке (КАФ) је представио нови формат квалификација. Структура квалификација је следећа:
- Први круг: Репрезентације ће бити подељене у 9 група од по 6 тимова, где ће сваки победник отићи директно на првенство.
- Други круг: Четири најбоље другопласиране репрезентације ће учествовати у баражу где ће се одредити учесник међуконтиненталног баража.

### Европа
У квалификацијама у Европи (УЕФА) учествују 54 (за сада) земље за које је обезбеђено 16 места на завршном турниру. Репрезентације су подељене у шест група по четири екипа и шест група од по 5 екипа које играју двоструки лига систем. Победници сваке групе пласираће се на Светско првенство у фудбалу 2026., а сви другопласирани ће играти бараж. Њима ће се прикључити још четири репрезентације у зависности од резултата које су постигли у Лиги нација 2024/25. како би одредили још три места за првенство.
Због руске агресије на Украјину ФИФА и УЕФА су суспендовали Русију, па је тако учешће Русије остављено под знаком питања.

### Јужна Америка
Структура квалификација је иста као и претходних ранијих година. Десет репрезентација ће играти двоструки лига систем. Шест најбоље репрезентације ће се квалификовати на Светско првенство у фудбалу 2026. а седма репрезентације ће се квалификовати на међуконтинентални бараж.

### Северна, Средња Америка и Кариби
Структура квалификација је следећа:
- Први круг: Четири КОНКАКАФ тимова, рангираних од 29. до 32. места базираних на Фифиној ранг листи у новембру 2023, ће бити подељена у два меча. Два победника ће отићи у други круг.
- Други круг: Тридесет тимова, два победника из првог круга и репрезентације рангиране од 1. до 28. места ће бити подељена у шест група по пет тимова. Победници и другопласирани из сваке групе иду у трећи круг.
- Трећи круг: Дванаест репрезентација из другог круга ће бити подељена у три групе по четири тимова. Сваки победник иде директно на првенство, док две најбоље другопласиране репрезентације иду у међуконтинентални бараж.

### Океанија
У квалификацијама у Океанији (ОФК) учествује 11 репрезентација. По први пут, бар једна репрезентација имаће осигурано место на првенству. Формат још увек треба бити дефинисан.

### Међуконтинентални бараж
Међуконтинентални бараж ће се играти у марту 2026. године како би се одредила последња два слободна учесника на првенству. У баражу ће учествовати по једна репрезентација из сваке конфедерације осим УЕФЕ и још једна додатна репрезентација из КОНКАКАФА.